# 字呷乡
字呷乡（藏語：རྫི་སྒར་），是中华人民共和国西藏自治区昌都市江达县下辖的一个乡镇级行政单位。

## 行政区划
字呷乡下辖以下地区：
日木村、上格色村、下格色村、上百玛村、下百玛村、上格日贡村、下格日贡村、塔字村、支巴村和字嘎村。